# 威廉·贝特森
威廉·贝特森（英語：William Bateson，1861年8月8日—1926年2月8日），英国遗传学家，剑桥大学圣约翰学院研究人员。他是第一个使用遗传学一词来描述遗传和变异规律的人，并在1900年雨果·德·弗里斯和卡尔·柯灵斯重新发现格里哥·孟德尔的思想后使其通俗化。貝特森也是最先發展出多布然斯基-馬勒基因不相容模型的人。